# Live at the Fillmore East 2-11-69
Live at the Fillmore East 2-11-69 (manchmal auch Grateful Dead Fillmore East 2-11-69) ist ein Live-Doppelalbum der Band Grateful Dead.

## Geschichte
Die Songs des Albums wurden am 11. Februar 1969 im Fillmore East in New York City aufgenommen und am 28. Oktober 1997 mit dem eigenen Label Grateful Dead Records veröffentlicht. Am selben Tag wurde auch das Album Dick’s Picks Volume 9 herausgegeben.
Das Konzert wurde während einer Tournee gegeben, in der auch das Album Live/Dead (1970) aufgenommen wurde. An diesem Tag traten sie zusammen mit Janis Joplin auf, die jedoch ihr eigenes Konzert an diesem Abend gab. Von dieser Show wurde das erste Set auf der ersten CD und das zweite Teil auf der zweiten CD veröffentlicht. Janis Joplin gab mit diesem Konzert ihr Debüt als Solokünstlerin.
Zeitlich gesehen wurde das Album zwischen Anthem of the Sun und Aoxomoxoa aufgenommen. Von Anthem of the Sun wurde The Other One, Cryptical Envelopment und Caution (Do Not Stop on Tracks) verwendet und von Aoxomoxoa St. Stephen, Dupree's Diamond Blues, Doin' That Rag, Mountains of the Moon und Cosmic Charlie. Aoxomoxoa befand sich zu diesem Zeitpunkt schon in der Aufnahme, die durch die Entwicklung des 16-Spur-Rekorders 8 Monate dauerte.
In beiden Sets werden lange Medleys bestehend aus Cryptical Envelopment/The Other One/Cryptical Envelopment im ersten Set und Dark Star/St. Stephen/The Eleven im zweiten Set gespielt. Dazu hatte Ron McKernan im ersten Set mit drei Liedern eine dominierende Rolle.

## Kritik
Das Konzert (und somit auch das Album) bekam gute Kritiken, was auch daran lag, dass mit Grateful Dead und Janis Joplin zwei der damals dominierenden Interpreten auftraten. Von All Music Guide wurde Live at the Fillmore East 2-11-69 mit 4 und von The Music Box mit 4,5 von 5 Sternen bewertet.

## Titelliste

### CD 1
1. Good Morning Little Schoolgirl (Sonny Boy Williamson) – 9:18
2. Cryptical Envelopment (Garcia) – 1:55
3. The Other One (Kreutzmann, Weir) – 6:01
4. Cryptical Envelopment (Garcia) – 6:59
5. Doin' That Rag (Hunter, Garcia) – 5:28
6. I'm a King Bee (Slim Harpo) – 5:19
7. Turn On Your Lovelight (Joseph Scott, Deadric Malone) – 17:07
8. Hey Jude (John Lennon, Paul McCartney) – 8:24

### CD 2
1. Introducion by Bill Graham – 1:18
2. Dupree's Diamond Blues (Hunter, Garcia) – 3:58
3. Mountains of the Moon (Hunter, Garcia) – 4:50
4. Dark Star (Hunter, Garcia, Hart, Kreutzman, Lesh, McKernan, Weir) – 12:29
5. Saint Stephen (Hunter, Garcia, Lesh) – 6:27
  - beinhaltet William Tell Bridge
6. The Eleven Jam (Lesh) – 6:09
7. Drums (Hart, Kreutzman) – 2:43
8. Caution (Do Not Stop on the Tracks) (Grateful Dead) – 13:46
9. Feedback (Grateful Dead) – 4:03
10. And We Bid You Goodnight (traditionelles Lied) – 5:00
  - Cosmic Charlie wurde als Zugabe gespielt und wird nicht als eigener Track aufgeführt, sondern erscheint als sogenannter Hidden-Track. Nach der Hälfte des Songs wird jedoch abgebrochen, da das Band fehlerhaft war und es keine Möglichkeit gab, es zu reparieren.